# Meistaraflokkur 1934
La Meistaraflokkur 1934 fu la 23ª edizione del campionato di calcio islandese concluso con la vittoria del KR al suo nono titolo.

## Formula
Le squadre partecipanti furono cinque e si incontrarono in un turno di sola andata per un totale di quattro partite.

## Squadre partecipanti
| Club     | Città     | Posizione 1933     |
| -------- | --------- | ------------------ |
| Fram     | Reykjavík | 3°                 |
| KR       | Reykjavík | 2°                 |
| Valur    | Reykjavík | Campione d'Islanda |
| Víkingur | Reykjavík | 4°                 |
| ÍBV      | Reykjavík | Non partecipante   |

Tutti gli incontri si disputarono allo stadio Melavöllur, impianto situato nella capitale.

## Classifica finale
|                    | Pos. | Squadra  | Pt | G | V | N | P | GF | GS | DR  |
| ------------------ | ---- | -------- | -- | - | - | - | - | -- | -- | --- |
| Islanda (bandiera) | 1.   | KR       | 7  | 4 | 3 | 1 | 0 | 17 | 3  | +14 |
|                    | 2.   | Valur    | 6  | 4 | 3 | 0 | 1 | 22 | 5  | +17 |
|                    | 3.   | Fram     | 2  | 4 | 2 | 1 | 1 | 11 | 5  | +6  |
|                    | 4.   | ÍBV      | 2  | 4 | 1 | 0 | 3 | 5  | 15 | -10 |
|                    | 5.   | Víkingur | 0  | 4 | 0 | 0 | 4 | 4  | 25 | -21 |

Legenda:

      Campione di Islanda
Note:

Due punti a vittoria, uno a pareggio, zero a sconfitta.

### Verdetti
- KR Campione d'Islanda 1934.